# جيملده جاليري، برلين

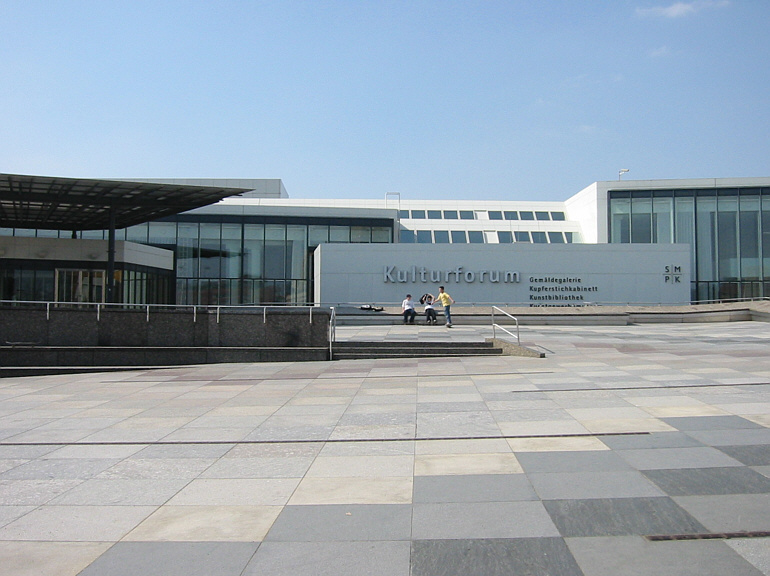

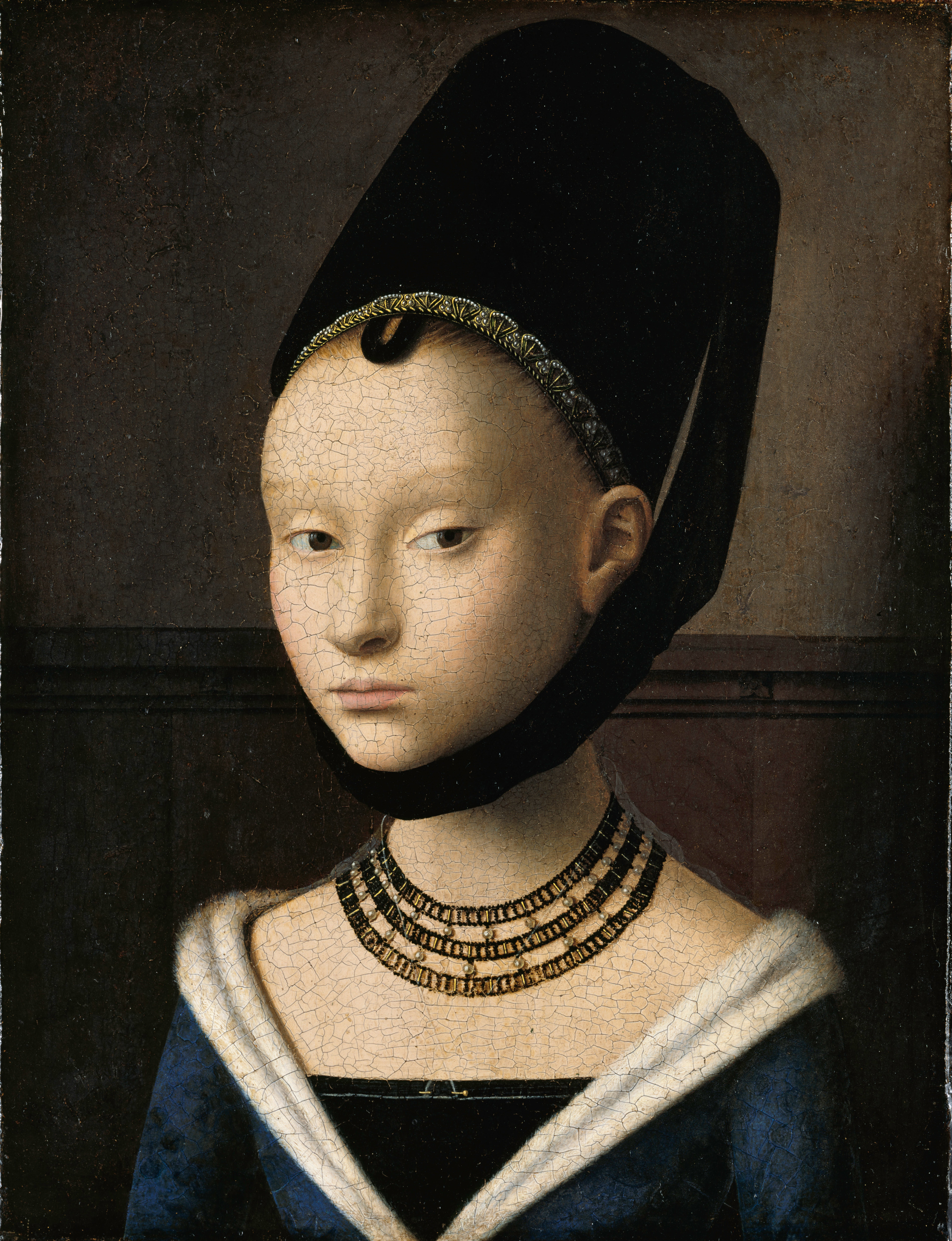
لوحة لفتاة صغيرة ، حوالي 1470، رسمها بيتروس كريستوس

جيملده جاليري (تُلفظ بالألمانية: [ɡəˈmɛːldəɡaləˌʁiː] ، معرض الرسوم) هو متحف فني في برلين، ألمانيا، وغالبية المعروض به ينتمي إلى متاحف ولاية برلين (Staatliche Museen zu Berlin).

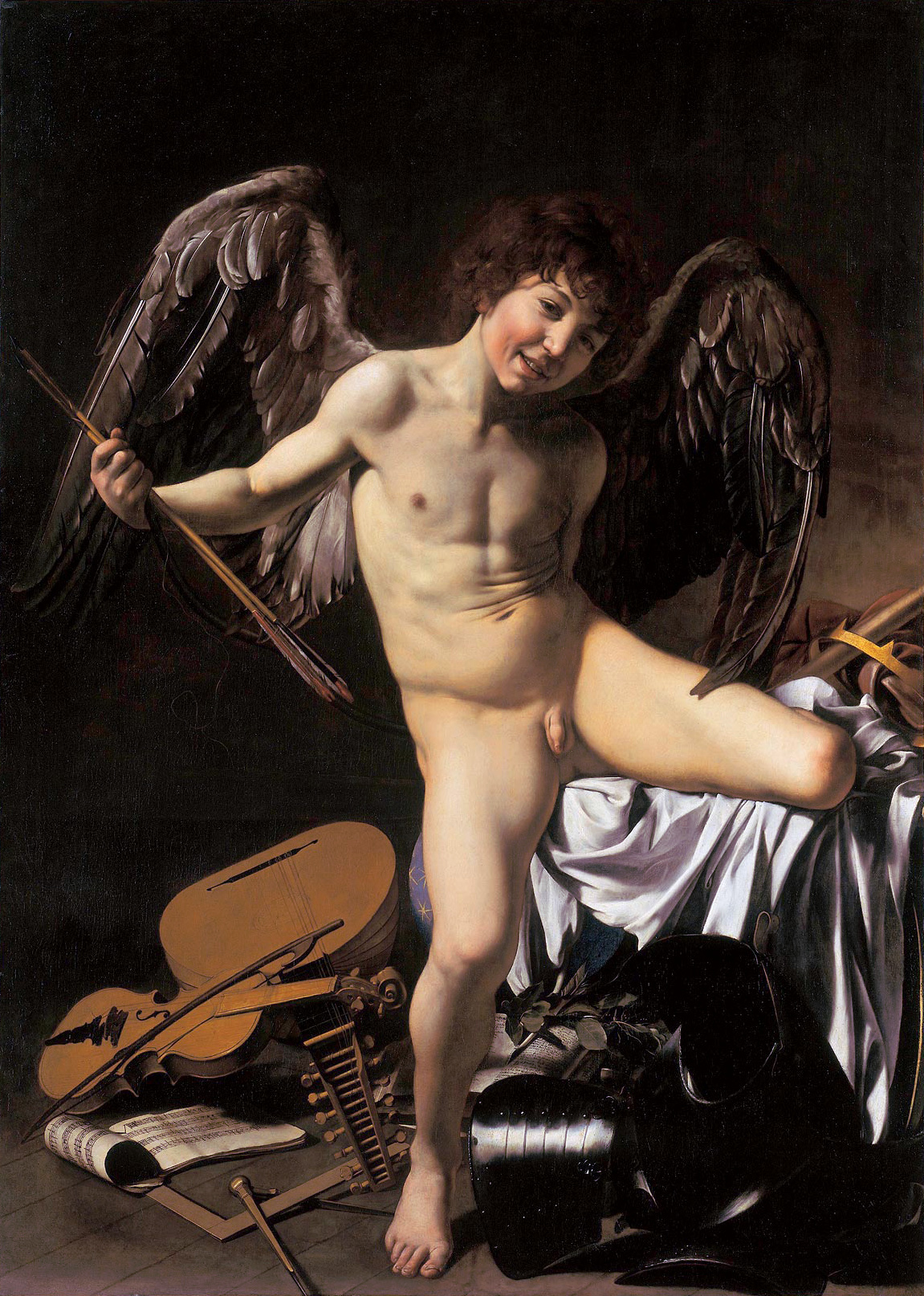
الحُبُّ المُنتَصِر لوحة زيتية بريشة الرسام الباروكي كارافاجيو رسمها بين عامي 1601-1602. يصور العمل كيوبيد، أللوحة الآن ضمن مجموعة جيمالد جاليري، برلين.

يملك المتحف مجموعة كبيرة من اللوحات الأوروبية من القرن الثالث عشر إلى القرن الثامن عشر. تتضمن تحف فنية من فنانين مثل ألبريشت دورر، لوكاس كراناش، هانز هولبين، روجير فان دير فيدن، جان فان إيك، رافائيل، بوتيتشيلي، تيتيان، كارافاجيو، جيامباتيستا بيتوني، بيتر بول روبنز، ديفيد تينيرس الأصغر، رامبراندت، يوهانس فيرمير وأنطونيو فيفياني. تم افتتاحه لأول مرة في عام 1830، وتم الانتهاء من المبنى الحالي في عام 1998. يقع في منطقة متحف Kulturforum غرب ساحة بوتسدام.